# Rasmus Rasmussen

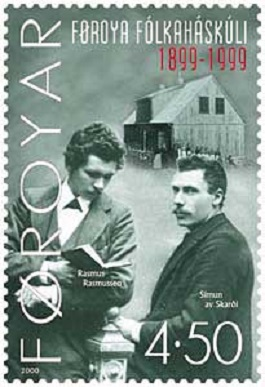
Rasmus Rasmussen en Símun av Skarði op een Faeröerse postzegel, in 2002 uitgegeven ter gelegenheid van het 100-jarig bestaan van de Faeröerse Volkshogeschool

Rasmus Rasmussen (Miðvágur, 13 augustus 1871 - Tórshavn, 5 oktober 1962) was een Faeröerse pedagoog, politicus en schrijver, die zijn literaire werk publiceerde onder het pseudoniem Regin í Líð. Hij was onder meer de auteur van de eerste roman in het Faeröers. Ook was hij een van de oprichters van de Føroya Fólkaháskúli ("Faeröerse Volkshogeschool").

## Biografie
Rasmussen was de zoon van Johannes Rasmussen en Ata Haraldsdatter uit Miðvágur. Van 1892 tot 1894 bezocht hij de Højskole in het Deense plaatsje Vallekilde. Van 1896 tot 1898 studeerde Rasmussen in Askov, waar hij de eveneens van de Faeröer afkomstige Símun av Skarði (1872-1942) leerde kennen. De twee besloten een volkshogeschool op de eilandengroep te zullen oprichten. Ze studeerden later ook gelijktijdig aan de Statens Lærerhøjskole, de pedagogische hogeschool van Kopenhagen, waar Rasmussen zich specialiseerde in de natuurwetenschappen en de wiskunde. Nadat ze op de Faeröer waren teruggekeerd, openden Rasmussen en Símun av Skarði in 1899 nabij Klaksvík de Føroya Fólkaháskúli. Rasmussen trouwde met Anna Suffía av Skarði, de zuster van Símun av Skarði, die ook aan de volkshogeschool werkte. Hij bleef tot 1947 aan deze instelling als leraar verbonden.
Van 1914 tot 1928 was Rasmussen voor de Sjálvstýrisflokkurin ("Zelfstandigheidspartij") lid van het Løgting, het Faeröerse parlement, als opvolger van Símun av Skarði, die sinds de oprichting van de partij in 1906 deze functie had vervuld. Van 1911 tot 1947 was Rasmussen tevens bestuurslid van de Føroya Fiskimannafelag, het Faeröerse Vissersverbond.
Rasmussen debuteerde in 1909 als schrijver met zijn boek Babelstornið ("De toren van Babel"), de eerste in het Faeröers geschreven roman. Daarnaast schreef hij verschillende andere literaire werken.  Verder vertaalde Rasmussen twee liederen uit de Poëtische Edda in het Faeröers: de Völuspá en de Hávamál. Als schrijver hield hij zich tevens bezig met plantkunde. Als Rasmussens hoofdwerk op dit terrein geldt zijn in 1936 verschenen Føroya Flora.

## Werk
- 1909: Bábelstornið ("De toren van Babel")
- 1910: Plantulæra ("Plantenleer")
- 1912: Glámlýsi
- 1922-1923: Völuspá (Edda-vertaling, verschenen in 1945)
- 1928: Høvdingar hittast (toneelstuk)
- 1936: Føroya Flora
- 1942: Tvær fornsøgur
- 1943: Tvær skaldsøgur
- 1945: Fornmálasagnir og fornmálaljóð
- 1945: Hávamál (Edda-vertaling)
- 1946: Gróðrarnýtsla fyrr
- 1949: Sær er siður á landi (herinneringen)
- 1950: Føroysk Plantunøvn ("Faeröerse plantennamen")
- 1951: Yvirlit yvir Føroya søgu ("Overzicht van de Faeröerse geschiedenis")
- 1952: Gróður og gróðrarvánir
- 2001: Rakul - og aðrar søgur